# アマデウスITグループ
アマデウスITグループ（[æməˈdeɪʊs aɪ tiː ɡrʊp]、スペイン語: Amadeus IT Group S.A.）は、旅行会社・航空会社などの観光関連企業を顧客に、処理システムや各種ITソリューションを提供する多国籍企業である。

## 概要
アマデウスITグループの事業は、世界的な流通システム、ITソリューション事業エリアの二つの領域を中心に構成されている。国際的なネットワークとして運営され、アマデウス (CRS)は、旅行プロバイダと旅行代理店へ、リアルタイムで検索、価格設定、予約、発券やその他の処理サービスを提供する。ITソリューション事業領域を通じて、予約、在庫管理および出発制御などのプロセスを自動化し、旅行会社のソフトウェアシステムを提供している。
グループでは、航空会社、ホテル、ツアーオペレーター、保険会社、レンタカー、鉄道会社、フェリー、クルーズ、旅行会社や個人旅行などの顧客のサービスで、2010年に8.5億の請求可能な旅行取引を処理した。
2010年4月29日にスペイン・マドリードの証券取引所に上場し、記号「AMS」の下で取引されている。上場以来、親会社Amadeus IT Holdings S.A.が、アマデウスITグループの株式の99.7％を保持する形態をとっていたが、2016年8月にアマデウスITグループは同社を吸収しこの関係を解消した。
2012年12月31日に終了した事業年度において€2.910億の収益と€1.108億のEBITDAを報告した。
アマデウスはスペインのマドリードに中央サイト（本社）がある。フランスのソフィア・アンティポリス（製品開発）、ドイツのエルディング（データ処理センター）、インドのバンガロール（ソフトウェア研究所）だけでなく、バンコク、ブエノスアイレス、ドバイ、マイアミ、イスタンブール、シドニーに地域事務所がある。
市場では、アマデウスは195カ国をカバーし、173のローカル・アマデウス・商業組織（ACOの）を通じて、顧客の業務を管理している。アマデウス・グループは、世界中で10,170人の従業員を採用している。
日本での営業は「株式会社アマデウス・ジャパン」が行っている。

## データセンター
アマデウスはドイツのエルディングに独自のデータセンターを有する。2010年には、エルディングコンプレックスでは一日あたり5000万のトランザクションを処理している。平均して毎秒あたり9000のユーザデータクエリを取り扱い、3ミリ秒未満のシステム応答時間で99.99％の平均システム稼働時間を維持している。
アマデウスの世界的な運営は、メインサイト（ドイツのエルディング）だけでなく、アメリカのマイアミとオーストラリアのシドニーの2大オペレーションセンターも含む。またドイツ、タイ、ポーランド、コロンビア、ウクライナ、イギリスの地元のコンピテンシーセンターも携わる。

## 事業内容

### Distribution
アマデウス (CRS)は2009年に37％の推定市場シェアを持つ世界的な旅行・観光業界で最大のGDSプロバイダーである。2010年12月現在、90,000以上の旅行代理店および58,000の航空会社の営業所は、世界中の社内販売と予約システムとしてアマデウスシステムとを使用している。アマデウスは、435の航空会社（60のLCCを含む）、29のレンタカー会社（36,000カ所のレンタカー営業所）、51のクルーズおよびフェリーのオペレーター、280のホテルチェーン、87,000のホテル、200のツアーオペレーター、103の鉄道事業者、116旅行保険会社から予約可能なコンテンツへのアクセスを提供する。

### ITソリューション
このビジネスエリアの主なサービスは「アマデウスアルテア顧客管理システム」（Amadeus Altéa Customer Management System、CMS）である。これは、航空会社の販売と予約、在庫管理と出発制御に対処するソフトウェアスイートである。
航空会社の既存のITシステムとは異なり、アルテアプラットフォームは共通の技術基盤およびソフトウェアをベースにしている。航空会社は、コミュニティプラットフォームに自社のIT業務をアウトソーシングしている。これにより、航空会社のアライアンスとコードシェアパートナーの両方で情報を共有することができる。
アルテアスイート（Altéa suite）は現在、主に4つのモジュールで構成されている。
- アルテア予約（Altéa Reservation）

予約、価格設定、チケット管理を単一のインターフェースを介してを提供する。
- アルテアインベントリ（Altéa Inventory）

フライト・バイ・フライト単位でスケジュールや座席容量管理を提供する。
- アルテア出発コントロール（Altéa Departure Control）

出発制御システムのソフトウェアパッケージ。
- アルテア電子商取引（Altéa e-commerce）

航空会社の電子商取引の販売とサポートのためのソフトウェアスイート。
2009年には、航空会社がアマデウスアルテアを使用して238万人の乗客が搭乗した。アマデウスは、鉄道会社、ホテルチェーン、空港事業者、グランドハンドリング会社の同様のシステムの継続的な開発とそのITソリューション事業を拡張している。
アルテア利用航空会社のアライアンスでのシェアは、スターアライアンスが65%、ワンワールドが67%、スカイチームが50%である。日本発着路線を持つアルテア利用航空会社は21社である（2015年6月現在）。
全日本空輸（ANA）は2015年4月より国際線予約システムを、国内線予約システムも2025年度から2026年度に掛けてアマデウスアルテアに切り替える。日本航空（JAL）は2017年度を目処に、国内線と国際線の予約システムプラットフォームをアマデウスアルテアに切り替える予定である。

### オープンソースプロジェクトへの貢献
2015年5月の調査によると、アマデウスはDockerのオープンソースソフトウェアプロジェクトへの貢献に関与している。